# Безбедносно-информативна агенција
Безбедносно-информативна агенција (БИА) јесте обавештајна агенција Републике Србије. Задужена је за прикупљање и анализу информација од значаја за безбедност Србије (организовани криминал, тероризам) и редовно подношење тих података надлежним државним органима на увид. Делокруг рада БИА обухвата контраобавештајне послове, обавештајне послове и друге послове безбедности. 
Основана је 17. октобра 1899. када је успостављено Одељење за поверљиве полицијске послове. Седиште агенције је у улици Краљице Ане бб на општини Савски венац.
Безбедносно-информативна агенција је по Уставу Републике Србије под контролом Народне скупштине и Владе Републике Србије, којима је дужна да два пута годишње поднесе извештај о свом раду и о стању безбедности Републике Србије. Тренутни директор је др Владимир Орлић.

## Историја
Претходник Бије био је Ресор државне безбедности (РДБ), обавештајна агенција Републике Србије до 2002. године.
БИА је активно учествовала у хапшењу Радована Караџића, Стојана Жупљанина, Ратка Младића и Горана Хаџића. Детаљи о степену учешћа БИА у операцијама које су спроводиле све српске безбедносне службе нису обелодањени, али пиштољи CZ 75 и Glock 17 Ратка Младића, његова официрска документа, као и дневници Стојана Жупљанина, чувају се у Музеју БИА.
Једна од познатих операција БИА, проведена 2009. године јесте „Балкански ратник“, као резултат заплењено је 2170 кокаина и ухапшени су чланови криминалне група, укључујући четворицу Срба, која се бавила кријумчарењем наркотика из Уругваја у Европу. На основу информација које је БИА добила, у Атлантском океану заустављена је јахта „Мауи“ са товаром кокаина. Хапшење су извели америчка агенција DEA и специјалне јединице полиције Уругваја.
Током  2010, у операцији „Сканк“, откривена је велика лабораторија за узгајање конопље у вештачким условима, током читаве године.
У јулу 2017. године, БИА је извела операцију „Млада снага“, чији је циљ био хапшење припадника тинејџерских банди у градовима Крагујевац, Нови Сад и Јагодина. Према непотврђеним информацијама, учесници операције били су тинејџери узраста од 14 до 17 година, који су имали везе са бандама и пристали да сарађују са локалним властима. Као резултат операције, ухапшен је 231 тинејџер и пронађено је око 1700 грама бурмута. Сви учесници операције у Крагујевцу предложени су за одликовања, већином за Сретењски орден.
Јуна 2013. БИА је формирала тим оперативаца који су истаживали организацију нарко боса Дарка Шарића, који је ухапшен 2014.
Септембра 2016. припадници БИА ухапсили су бившег официра ВРС у пензији док се спремао за бекство. Он је зарад јемства да неће бити гоњен за ратне злочине, годинама сарађивао за хрватску службу и кроз своје деловање је довео до хапшења неколико Срба оптужених за наводне ратне злочине.
Маја 2018. измењен је закон о БИА, чиме су дата додатна овлашћена директору и додатно су дефинисане појединости везане за рад запослених агенције.
Прва управа Безбедносно-информативне агенције је марта 2019. одликована Орденом заслуга за одбрану и безбедност другог степена. Током 2019. БИА је пресрела примопредају новчаних средстава од стране руског обавештајног потпуковника пензионисаном српском официру.
Новембра 2023. БИА је раскринкала активност високорангираног хрватског дипломате Хрвоја Шнајдера, који је у склопу обавештајних активности прикупљао информације од лица активних у сфери политике, бизниса и НВО сектора. Шнајдер је протеран из Србије. Децембра 2023. ухапшен је бугарски шпијун активан у Босилеграду, који је сакупљао информације о српским снагама полиције и војске станционираних на југу Србије. У два наврата током јануара, агенти БИА су ухапсили грађане Србије који су прикупљали податке, тајне и инсталирали надзорне уређаји са циљем да прете кретање Војске Србије, радећи за албанску службу. Фебруара 2024. БИА је открила представништво једне иностране организације која је обавештајно и субверзивно деловала у земљи спровођем класичне шпијунске активности. Четири држављана Србије је ухапшено. У акцији БИА, ВБА и МУП јула 2024. ухапшени су запослени фабрике Крушик који су одавали тајне и поверљиве податке страној држави. Августа 2024. ухапшен је још један хрватски шпијун.
У децембру 2024. НВО Амнести интернашонал је објавио извештај у коме се наводи како су БИА и МУП користила технологију за надзор и дигиталне репресивне тактике као инструменте шире државне контроле и репресије усмерене против цивилног друштва. Извештај тврди да постоји свеприсутна и рутинска употреба шпијунског софтвера у Србији, укључујући Пегасус шпијунски софтвер као и нови домаће развијени Андроид спајвер NoviSpy. У извештају се такође тврди да је распрострањена злоупотреба Cellebrite-ових UFED алата за форензику мобилних уређаја против српских еколошких активиста и лидера протеста. Независно удружење новинара Србије (НУНС) је позвало тужилаштво да утврди ко је одговоран за злоупотребу дигиталних форензичких алата и праћење новинара и активиста. БИА је саопштила да садржај извештаја карактерише „тривијалан сензационализам“ и оценила да он указује на „сврху Амнести интернешенал, која се огледа у раду за интересе појединих агенција и група за притисак“. Министар унутрашњих послова Ивица Дачић рекао да извештај „представља напад на безбеднносну праксу у Србији“.
Према писању Вечерњих новости, организована група агената Хрватске обавештајне службе се крајем децембра 2024. представљала као студенти, са циљем да у оквиру текућих студентских протеста у Београду реализују обавештајно-субверзивну операцију. Били су праћени од стране српских обавештајних снага, које су им на граничном прелазу као поклон уручиле ракију назива Диоген и пропратну поруку у којој се наводи да су у Србију увек добродошли. Ове наводе је касније демантовао премијер Хрватске Андреј Пленковић.
Агенција је 2023. и 2024. активно пружала контаробавештајну заштиту приликом изградње блока Б3 термоелектране Костолац.

## Директори
Директори Безбедносно-информативне агенције:
- Андреја Савић (27. јул 2002 — 23. јануар 2003)
- Миша Милићевић (23. јануар 2003 — 5. март 2004)
- Раде Булатовић (5. март 2004 — 17. јул 2008)
- Саша Вукадиновић (17. јул 2008 — 3. август 2012)
- Небојша Родић (3. август 2012 — 3. септембар 2013)
- Драган Марковић (3. септембар 2013 — 25. октобар 2013)
- Александар Ђорђевић (25. октобар 2013 — 29. мај 2017)
- Братислав Гашић (29. мај 2017 — 1. децембар 2022)
- Александар Вулин (1. децембар 2022 — 3. новембар 2023)
- Томислав Радовановић (7. децембар 2023 — 17. јун 2024)
- Владимир Орлић (17. јун 2024 — тренутно)

| Фотографија | Име и презиме        | Период | Период |
| ----------- | -------------------- | ------ | ------ |
|             | Јован С. Миловановић | 1899.  | 1900.  |

| Фотографија | Име и презиме         | Период | Период |
| ----------- | --------------------- | ------ | ------ |
|             | Таса Ј. Миленковић    | 1900.  | 1901.  |
|             | Милутин А. Поповић    | 1901.  | 1903.  |
|             | Ђорђе С. Ђорђевић     | 1903.  | 1905.  |
|             | Драгутин Н. Милићевић | 1905.  | 1906.  |
|             | Обрад Б. Благојевић   | 1906.  | 1907.  |
|             | Чедомиљ А. Kостић     | 1907.  | 1909.  |
|             | Милорад А. Вујичић    | 1909.  | 1909.  |

| Фотографија | Име и презиме | Период | Период |
| ----------- | ------------- | ------ | ------ |
|             | Живојин Лазић | 1909.  | 1921.  |

| Фотографија | Име и презиме        | Период | Период |
| ----------- | -------------------- | ------ | ------ |
|             | Васа Лазаревић       | 1921.  | 1925.  |
|             | Радомир П. Тодоровић | 1925.  | 1929.  |
|             | Добрица Матковић     | 1929.  | 1929.  |
|             | Бранко Жегарац       | 1929.  | 1934.  |
|             | Немања Љубисављевић  | 1934.  | 1934.  |
|             | Драгослав Лазић      | 1934.  | 1939.  |
|             | Цветан Д. Ђорђевић   | 1939.  | 1940.  |
|             | Негослав Оцокољић    | 1940.  | 1940.  |
|             | Павле С. Ђорђевић    | 1940.  | 1940.  |

| Фотографија | Име и презиме          | Период    | Период            |
| ----------- | ---------------------- | --------- | ----------------- |
|             | Слободан Пенезић Крцун | јул 1944. | 19. фебруар 1946. |

| Фотографија | Име и презиме       | Период            | Период            |
| ----------- | ------------------- | ----------------- | ----------------- |
|             | Милорад Милатовић   | август 1946.      | фебруар 1953.     |
|             | Владан Бојанић      | 28. фебруар 1953. | 20. август 1955.  |
|             | Срећко Милошевић    | 20. август 1955.  | мај 1961.         |
|             | Сава Радојчић       | 15. јул 1961.     | 22. мај 1964.     |
|             | Драгослав Новаковић | 1964.             | 1966.             |
|             | Рајко Ђаковић       | 12. јул 1966.     | 16. фебруар 1971. |